# 보이지 않는 물결
《보이지 않는 물결》(Invisible Waves)은 태국에서 제작된 펜엑 라타나루앙 감독의 2005년 드라마 영화이다. 아사노 타다노부 등이 주연으로 출연하였고 우터 바렌드렉 등이 제작에 참여하였다. 베를린 국제 영화제에서 전 세계 초연되었으며 2006년 방콕 국제 영화제, 2006년 토론토 국제 영화제에서도 상영되었다.

## 출연

### 주연
- 아사노 타다노부
- 강혜정

### 조연
- 증지위
- 마리아 코데로
- 툰 히라냐숲
- 미츠이시 켄
- 지츠야마 히데키
- 쿠가 토모노
- 사노 히로

## 기타
- 공동제작: 밍몬쿨 소나쿨
- 미술: 사크시리 찬타란그스리
- 의상: 기쿠치 타케오
- Ass-PD: 아이하라 히로미